# نيل فين (لاعب كرة قاعدة)
نيل فين (بالإنجليزية: Neal Finn)‏ هو لاعب كرة قاعدة أمريكي، ولد في 24 يناير 1904 في تي أواموتو ‏ في نيوزيلندا، وتوفي في 7 يوليو 1933 في ألينتاون في الولايات المتحدة بسبب قرحة جلدية.

## وصلات خارجية
- نيل فين على موقعبيزبول رفرنس.كوم (الدوري الرئيسي) (الإنجليزية)
- نيل فين على موقعبيزبول رفرنس.كوم (الدوري الثانوي) (الإنجليزية)